# Liste der geschützten Landschaftsbestandteile im Landkreis Cuxhaven
Im Landkreis Cuxhaven gibt es diese ausgewiesenen geschützten Landschaftsbestandteile. 
| Satzung zum Schutz des Baum- und Gehölzbestandes innerhalb des Gebietes der Gemeinde Loxstedt                                                 | BW | LB-CUX 00001  | Loxstedt               | ⊙ | 14.163,19 | 4. Feb. 1984  |
| Satzung über den Schutz des Baumbestandes in der Stadt Langen                                                                                 | BW | LB-CUX 00002  | Langen                 | ⊙ | 12.192,77 | 10. März 2008 |
| Satzung der Gemeinde Schiffdorf, Landkreis Cuxhaven, zum Schutz der ort- und landschaftsbildprägenden Bäume innerhalb der Gemeinde Schiffdorf | BW | LB-CUX 00003  | Schiffdorf             | ⊙ | 11.347,54 | 30. März 1995 |
| Baum- und Gehölzschutzsatzung der Gemeinde Hagen, Landkreis Cuxhaven                                                                          | BW | LB-CUX 00007  | Hagen im Bremischen    | ⊙ | 2.717,20  | 7. Juni 2001  |
| Satzung über den Schutz des Baumbestandes der Gemeinde Köhlen, Landkreis Cuxhaven                                                             | BW | LB-CUX 00008  | Köhlen                 | ⊙ | 212,03    | 31. Juli 1996 |
| Baumschutzsatzung der Gemeinde Bokel | BW | LB-CUX 00009  | Bokel                  | ⊙ |           | 10. März 1998 |
| Hügelgrab Hoher Berg | BW | LB-CUX 00010  | Köhlen                 | ⊙ |           | 8. Jan. 2004  |
| Hügelgrab am Hohen Berg | BW | LB-CUX 00011  | Köhlen                 | ⊙ |           | 8. Jan. 2004  |
| Steinkistengrab Strengheide | BW | LB-CUX 00012  |                        | ⊙ |           | 8. Jan. 2004  |
| Zwei Grabhügelreste Strengheide | BW | LB-CUX 00013  |                        | ⊙ |           | 8. Jan. 2004  |
| Zwei Grabhügelreste Strengheide | BW | LB-CUX 00013  |                        | ⊙ |           | 8. Jan. 2004  |
| Großsteingrab Schafdamm | BW | LB-CUX 00014  | Geestland              | ⊙ |           | 8. Jan. 2004  |
| Baumgruppe von Hülsen und Eichen | BW | LB-CUX 00015  | Beverstedt             | ⊙ |           | 8. Jan. 2004  |
| Steingrab Langenberg | BW | LB-CUX 00018  |                        | ⊙ |           | 8. Jan. 2004  |
| Wallanlagen Beverstedtermühle | BW | LB-CUX 00019  | Beverstedt             | ⊙ |           | 8. Jan. 2004  |
| Saßberg | BW | LB-CUX 00020  | Hollnseth              | ⊙ |           | 8. Jan. 2004  |
| Linden in Nubhusen | BW | LB-CUX 00021  | Osterbruch             | ⊙ |           | 8. Jan. 2004  |
| Drei Berge | BW | LB-CUX 00024  | Hemmoor                | ⊙ |           | 8. Jan. 2004  |
| Eiben in Krähenburg | BW | LB-CUX 00025  |                        | ⊙ |           | 8. Jan. 2004  |
| Geschenberg | BW | LB-CUX 00026  |                        | ⊙ |           | 8. Jan. 2004  |
| Lilienberg | BW | LB-CUX 00027  |                        | ⊙ |           | 8. Jan. 2004  |
| Heiddeich bei Midlum | BW | LB-CUX 00028  |                        | ⊙ |           | 8. Jan. 2004  |
| Riehs Garten | BW | LB-CUX 00029  |                        | ⊙ |           | 8. Jan. 2004  |
| Grapenberg | BW | LB-CUX 00030  |                        | ⊙ |           | 8. Jan. 2004  |
| Bullmersberg | BW | LB-CUX 00031  |                        | ⊙ |           | 8. Jan. 2004  |
| Hügelgrab in der Misselwardener Heide | BW | LB-CUX 00032  |                        | ⊙ |           | 8. Jan. 2004  |
| Wanhödener Berg | BW | LB-CUX 00033  |                        | ⊙ |           | 8. Jan. 2004  |
| Baumbestand am Schiffdorfer Friedhof | BW | LB-CUX 00034  | Schiffdorf             | ⊙ |           | 8. Jan. 2004  |
| Häveschenberg | BW | LB-CUX 00035  |                        | ⊙ |           | 8. Jan. 2004  |
| Grafenberg | BW | LB-CUX 00036  |                        | ⊙ |           | 8. Jan. 2004  |
| Schanzwälle und Bullenberg | BW | LB-CUX 00037  |                        | ⊙ |           | 8. Jan. 2004  |
| Hügelgräber am Alten Postweg | BW | LB-CUX 00038  |                        | ⊙ |           | 8. Jan. 2004  |
| Steingrab Bremers Geest | BW | LB-CUX 00039  |                        | ⊙ |           | 8. Jan. 2004  |
| Hügelgräber Bremer Geest | BW | LB-CUX 00040  |                        | ⊙ |           | 8. Jan. 2004  |
| Steingrab am Heideweg | BW | LB-CUX 00041  |                        | ⊙ |           | 8. Jan. 2004  |
| Hügelgrab am Deesten Feld | BW | LB-CUX 00042  |                        | ⊙ |           | 8. Jan. 2004  |
| Steingrab am Hohenkopf | BW | LB-CUX 00043  |                        | ⊙ |           | 8. Jan. 2004  |
| Midlumer Heide | BW | LB-CUX 00045  |                        | ⊙ |           | 8. Jan. 2004  |
| Heidefläche am Neuenwalder Wege | BW | LB-CUX 00046  |                        | ⊙ |           | 8. Jan. 2004  |
| Heidfläche südlich Dorumer Heide | BW | LB-CUX 00047  |                        | ⊙ |           | 8. Jan. 2004  |
| Heidfläche nördlich Paddingbütteler Heide | BW | LB-CUX 00048  |                        | ⊙ |           | 8. Jan. 2004  |
| Schwarze Berge | BW | LB-CUX 00049  |                        | ⊙ |           | 8. Jan. 2004  |
| Hollburg | BW | LB-CUX 00050  |                        | ⊙ |           | 8. Jan. 2004  |
| Ahornallee | BW | LB-CUX 00051  | Driftsethe             | ⊙ |           | 17. Dez. 2008 |
| Baumschutzsatzung der Gemeinde Wulsbüttel, Landkreis Cuxhaven                                                                                 | BW | LB-CUX 000052 | Wulsbüttel             | ⊙ | 3.831,89  | 25. Sep. 2008 |
| Baumschutzsatzung der Gemeinde Driftsethe | BW | LB-CUX 000053 | Driftsethe             | ⊙ | 1.539,23  | 9. Okt. 2012  |
| Schwarzer Berg | BW | LB CUX-S 1    | Cuxhaven               | ⊙ | 0,6       | 15. Feb. 1990 |
| Papenberghang | BW | LB CUX-S 2    | Cuxhaven               | ⊙ | 2,4       | 18. Apr. 1991 |
| Baumschutzsatzung | BW | LB CUX-S 3    | Cuxhaven Einzelobjekte | ⊙ |           | 28. Feb. 2008 |
| Wallheckenkataster | BW |               | Cuxhaven Einzelobjekte | ⊙ |           | 4. Jan. 2014  |
| Legende für Geschützter Landschaftsbestandteil                                                                                                |    |               |                        |   |           |               |